# Stara Sušica
Stara Sušica je naselje v Občini Pivka. Leži na JZ robu Košanske doline, pod hribom Gradišče, ki je dobilo ime po gradišču v prazgodovini. Dokumentirani začetki vasi segajo daleč v zgodovino, vas je najstarejša v dolini. 

## NOB
Vas je znana predvsem po spopadu v drugi svetovni vojni, ko so Nemci napadli en bataljon Istrskega odreda. Stara sušica je bila skozi celo vojno vas, ki je nobena okupatorska vojska ni velikokrat obiskala. Bila je odmaknjena na rob gozda pa tudi znana kot partizanska vas. Veliko fantov iz te vasi je bilo v partizanih in le ti so jo stalno uporabljali kot svojo postajo na raznih pohodih. Tako se je tudi 12. marca 1944 en bataljon Istrskega odreda, ki je izvajal mobilizacijo v teh krajih, odločil, da se bo na svoji poti s Pivškega proti Brkinom ustavil tam. Nemci so za to izvedeli in poslali z vlakom iz Kozine okoli 200 vojakov. Okoli 14 ure so vas obkolili in napadli. Pri preboju iz obroča je padlo 19 partizanov in neznano število Nemcev. Padle partizane so drugi dan vaščani in partizani prepeljali na Ostrožno brdo in jih tam z vojaškimi častmi pokopali. V spomin na to bitko je v vasi vsako leto na ta dan komemoracija.